# Theobald Czernin
Theobald Czernin, celým jménem Theobald Josef Maria Rudolf Friedrich hrabě Czernin z Chudenic, známý také jako Děpold, (7. července 1936 Praha – 12. července 2015 Praha) byl příslušník vinořsko-dymokurské větve šlechtického rodu Czerninů a majitel zámku v Dymokurech.

## Život
Děpold byl synem Rudolfa Theobalda hraběte Czernina (1904–1984), majitele statku Dymokury, který se v době druhé světové války postavil proti nacistům, a jeho manželky Frideriky von Wenckheim (1911–1991). Měl bratra Diviše (* 1942) a sestru Rosinu (* 1939). Jeho prastrýcem byl rakousko-uherský ministr zahraničí Otakar Czernin (1872–1932). Na rodinný majetek byla za války uvalena nucená správa, po válce nebyl nikdy navrácen a v období po roce 1948 došlo pouze k administrativnímu potvrzení znárodnění.
Otec byl za války za poslech zahraničního rozhlasu zatčen a uvězněn v Gollnowě u Štětína. Zbytek rodiny žil na zámku v Hlušicích u manželky otcova bratra. Po válce bydleli v polovině vily v Dymokurech, druhou půlku obýval nový správce velkostatku. V roce 1952 začala vila sloužit jako zdravotní středisko a Theobaldovi rodiče se museli přestěhovat do staré cihelny, kam nebyla zavedena ani elektřina. Nakonec se rodiče v roce 1964 vystěhovali do Rakouska.
V době komunistického režimu jako jeden z mála příslušníků české šlechty neemigroval. Navštěvoval chlapecké jezuitské gymnázium v Bohosudově, avšak nesměl ho dokončit.  Nejprve pracoval jako kreslič v Praze a Poděbradech, následně jako dělník při renovaci objektů a archeologických vykopávkách. V roce 1964 se s rodinou přestěhoval do podnikového panelákového bytu v Chodově u Karlových Varů. Vydělával si jako řidič nákladního vozu, autojeřábu a bagru na stavbách. Později pracoval jako řidič sanitky. V letech 1971–1993 bydleli Czerninovi v Rudné u Nejdku v Krušných horách. Tamější chalupu s loukou koupili na podzim 1969 od staršího německého páru, který se přestěhoval do Západního Německa.
Po revoluci v roce 1989 zrestituoval rodinný majetek a začal na něm podnikat. V rámci restituce, která trvala asi šest let, získal zpět rodinný majetek, lesy, zemědělskou půdu, rybníky a sodovkárnu, kterou se však nepodařilo udržet v provozu. Se synem Tomášem se pustil do rekonstrukce zámku.
Děpold byl do konce svého života aktivním katolíkem. Zemřel 12. července 2015 ve věku 79 let. Poslední rozloučení se konalo v úterý 28. července 2015 v kostele Zvěstování Panny Marie v Dymokurech. Pohřbu se mimo jiné zúčastnil arcibiskup pražský, primas český a kardinál Dominik Duka (* 1943), Karel Schwarzenberg (1937–2023) a Ivan Havel (1938–2021). Rakev s ostatky byla uložena v rodinné hrobce v Dymokurech.

## Rodina
Theobald Czernin se 22. dubna 1961 ve Vejprnicích oženil s Polyxenou Lobkowiczovou (* 28. dubna 1941 Praha) z křimické linie rodu Lobkowiczů, dcerou Jaroslava Lobkowicze (1910–1985), pozdějšího 13. knížete z Lobkowicz, vévody roudnického, a jeho manželky hraběnky Gabrielly Korff-Schmising-Kerssenbrock (1917–2008); sestrou ostravsko-opavského biskupa Františka Lobkowicze (1948–2002) a poslance Jaroslava Lobkowicze (* 1942). Polyxena se kvůli svému šlechtickému původu nemohla stát lékařkou, proto pracovala jako zdravotní sestra v nemocnici pro dlouhodobě nemocné. Narodilo se jim pět dětí:
- 1. Tomáš Zachariáš Josef Maria Děpolt Rudolf Kazimír Hostislav (* 4. března 1962 Plzeň), spravuje statek Dymokury
- 2. Terezie vom Kinde Jesu Marie Gabrielle Friederike Jaroslav Rudolf Johanna Pius Stephania Franziska Polyxena Theobold (* 1. prosince 1964 Plzeň),[13] převzala od rodičů chalupu v krušnohorském podhůří u Nejdku[14]
- 3. Děpold Jaroslav Maria Josef Jan Bedřich Gabriel Rudolf Rita (* 7. listopadu 1969 Plzeň), má propagační kancelář a organizuje výstavy[14]
- 4.  Jan Nepomuk Maria Josef Artur Rudolf Jaroslav Bedřich Gabriel Bruno Václav (* 29. prosince 1972 Plzeň), vystudoval práva a pracuje jako soudce Okresního soudu v Mladé Boleslavi[14]
- 5. Gabriela Marie Josef Bedřiška Jaroslav Rudolf Denisa Hroznata (* 19. června 1975 Ostrov nad Ohří),[13] absolvovala školu pro informační a tiskové pracovníky, po určitou dobu pečovala o tělesně a duševně postižené[14]